# ドリーム開発ドリームランド線
ドリームランド線（ドリームランドせん）は、かつて神奈川県鎌倉市の大船駅（ドリームランド線の大船駅は現在の横浜市栄区側）と、横浜市戸塚区のドリームランド駅を結んでいたドリーム開発の鉄道路線である。
ドリームランド線という名称は後述の運行休止後に改名されたもので、営業当時の社名はドリーム交通、路線名はモノレール大船線である。通称はドリームランドモノレール、設計担当は東京芝浦電気（現：東芝）。
日本ドリーム観光が横浜市戸塚区に開園した遊園地「横浜ドリームランド」へのアクセス路線として、モノレール方式で1966年に開業したが、約1年半後の1967年に運行が休止され、その後磁気浮上式鉄道としての運行再開も検討されたものの、2003年に正式に廃止された。

現役時代の、大船駅付近のモノレールの線路

## 路線データ
- 路線距離（営業キロ）：5.3 km
- 方式：跨座式（東芝式）（運行休止後に浮上式鉄道に変更）
- 駅数：2駅
- 複線区間：なし（全線単線）
- 電化方式：直流 1,500 V
- 閉塞方式：票券閉塞式（運行休止後に自動閉塞式に変更）

## 車両
ドリーム交通10形
「東芝跨座式」というゴムタイヤを使用した連接台車構造が特徴。急カーブでも容易に走れる純日本製の跨座式モノレールで、車両は軽量で快適な乗り心地が得られる。
先に開園した奈良ドリームランドの、東芝が設計・開発したモノレール「スペースライナー」の技術と経験を生かし導入された。なお「スペースライナー」は当路線のシステムのベースであるが、遊園地の遊具施設として設置されたもので、鉄道事業法に基づく路線ではない。
車両には自動ステアリング機能のほか、保安装置としてATC（自動列車制御装置）・ATS（自動列車停止装置）を採用。このほか次の利点を有する。
- 車体と台車を完全に分離した構造で無理な力の伝達がなく、台車方式であるため振動絶縁に優れ高速でも安定した走行ができる
- 主要機器の点検が客室からできる
- ゴムタイヤを使用しているので騒音が少ない
- クッション性にすぐれ乗り心地がよい
- 急勾配でも楽に登ることができる
- 加速がよくブレーキ距離も短い

3両編成2本が製造され、11ABC編成に「ドリーム号」、12ABC編成に「エンパイア号」と、それぞれ愛称として横浜ドリームランドの施設名が与えられた。駆動関係は東京芝浦電気が設計し、車体は東急車輛製造が製造した。

## 歴史

### 開業まで
開業までの動きは、以下のとおり。
- 1964年（昭和39年）6月3日 敷設免許につき、運輸審議会で諮問（鉄監第578号）
  - 7月7日 敷設を免許することが妥当である旨、運輸審議会が答申する（運審第40号答申、昭39第2114号）

大船駅の位置は、用地買収を早く済ませるため、当初予定していた大船観音の下にトンネルを通し国鉄と連絡させるルートから、比較的買収が簡単な山側のルート区間に変更されている。

### 開業
1964年（昭和39年）8月1日、日本ドリーム観光により、横浜市戸塚区俣野町に遊園地「横浜ドリームランド」が開園した。これに伴って、日本ドリーム観光の子会社として同年3月に設立されたドリーム交通が、その連絡手段として1966年（昭和41年）5月2日にモノレール大船線を開業。それまでバスで15分かかっていた大船駅 - ドリームランド間を、約半分の8分で結んだ。運行時間帯は7時から22時30分まで。15分間隔で運転されていた。開業の目的は遊園地への旅客輸送だけではなく、付近住民の通勤・通学客の交通手段でもあった。
運賃は片道170円（小児90円）、往復300円（小児150円）で、当時は国鉄の初乗りが20円であったことからすると相当な高額である。ただし、入場券は国鉄と同じく20円（小児同額）である。
当初はドリームランド駅から小田急江ノ島線の六会駅（現・六会日大前駅）までの路線免許も合わせて申請されたが、後に取り下げられた。しかしその後も路線免許申請はなかったものの、長後駅までの路線を開通させる計画が存在した。そのため、ドリームランド駅側付近の軌道の一部に複線用の橋脚が使われていたほか、ドリームランド入口の坂付近の区間には実際に複線軌道が敷設されていた。
一方、建設には強引さも目立ち、鎌倉市の農業委員会からは農地法違反を指摘され再三にわたり工事中止が勧告され、親会社の日本ドリーム観光も創業者である松尾国三のワンマン経営の元で巨額投資を繰り返し、経営不振から後に粉飾決算や、千日デパート火災を起こすなど法令軽視の姿勢も多々あり、前述の農地法違反やルート変更も用地費を抑えるための強引な施策であり、後述する運行休止に繋がったとする見方もある。

### 運行休止
開業から1年半過ぎの1967年（昭和42年）春にドリーム交通が行った運転状況の調査において、走行タイヤのパンクやバーストに加え、ある程度乗客が乗ると制御装置が誤作動を起こし途中でたびたび停止したり、車軸が折れるといった通常では考えられない特異な車両故障の数々が発覚する。これを安全上の重大な問題と判断した運輸省東京陸運局（現・国土交通省関東運輸局）は、ドリーム交通（当時：日本ドリーム観光横浜営業所・通称横浜ドリームランド）に詳細な運行経過の報告を求めた。
調査の結果、走行タイヤの摩耗が激しいことなどから車両の重量を測定したところ、設計段階での数値が30トンであったのに対し実測は約46トンと、およそ16トンも超過していることが判明した。これを受け、東京陸運局はドリーム交通に対して行政指導を行った。ドリーム交通は同年4月から9月初旬にわたり乗車定員をおよそ半数に削減・運転本数の削減・最高速度の切り下げ・強風時の運休といった対策を講じた。
だが、4月にはコンクリートの橋脚にヘアークラックと呼ばれる細かい亀裂が入り出したことから運輸省は、重すぎる車体を1年間にわたり走らせたため車体だけではなく軌道や橋脚にも影響が及んでいると推測。同省の民営鉄道部運転車両課、土木課、船舶技術研究所によって詳細な調査が行われた結果、軌道に疲労が生じていることが判明した。9月に入り、負担軽減のために乗車定員をさらに減らす措置が取られていた。9月21日に東京陸運局はドリームランド線の運転休止を強く勧告。これにより、ドリーム交通は9月23日限りで自主的運行を休止するに至る。26日には法律上の休止申請が運輸大臣に認可、27日に正式に休止路線となった。この時点での休止期間は向こう1年間とされ、代替輸送として神奈川中央交通のバスを大船駅 - ドリームランド間で平日70往復、休日300往復運行することになった。幸い、運行期間中に人身事故は発生しなかったものの、非常に危険な状態であることには変わりはなかった。
モノレールの運行休止によって、横浜ドリームランドへのアクセス手段は道路事情に左右される自動車に限定されることになり、国道1号原宿交差点に代表される周辺道路の渋滞が大きな障害として立ちはだかった。このことは横浜ドリームランドの集客に深刻な影響を与え、以後同園は経営規模・敷地面積ともに次第に縮小してゆくことになる。

#### 原因
車重オーバーとなった原因は、次の点にある。
- 大船駅 - ドリームランド間の土地の激しい起伏により、最大100パーミル（10パーセント）という非常に厳しい急勾配路線となった結果、走行性能を確保するためにモーターを当初より出力の高い大型、すなわち重量の重いものに急遽変更した。
- 連結器などの部品を頑丈なものに設計変更した。

これについて、東芝電鉄事業部（当時）の関係者は「車体が重すぎたといわれるが、そのとおりだったかもしれない。しかしいろいろな条件を考えて判断を下す必要があると思う。コンクリートの桁は別の会社（三井建設 / オリエンタルコンクリート）が作ったが、車両とはツイのもので十分打ち合わせしているはずだ。あのモノレールは話し合いの途中でコースが変わったり、勾配がきつくなったところもあったりして困難な仕事だった」と釈明した。一方、レールと橋脚の建設を請け負った三井建設は「当社では車体を作った東芝から30トンの重さに耐えるように言われたので、そのように設計した」とコメントしている。

### 運行休止中の動き
1967年（昭和42年）11月6日、ドリーム交通は、「横浜ドリームランドのモノレールが故障続きで、1年間の運休に追い込まれたのはモノレールを納入し、工事を担当した業者のミスによるもの」だとして、三井物産と東京芝浦電気を相手取り、一年あまりの休業予定期間中の損害2億1474万7千円の賠償を求めて東京地方裁判所に提訴した。その内訳は、同年10月度から1968年（昭和43年）10月度までの日本ドリーム観光の役員ならびに従業員の給料ほか税金、電気代など諸経費である。
ドリーム交通の訴えに対し、東京芝浦電気側は「製造の過程で横浜ドリーム交通（当時）側からコースの設計変更がなされたため、車両の重量も勢いこれに左右された。したがって、東芝だけが運休の責任を負わなければならないか疑問だ。訴状をよく検討したうえで、態度を決めたい」とし、まもなくドリーム交通と争う姿勢をとったことにより、裁判は十数年という長期間に及ぶものになった。
なお、1979年（昭和54年）ごろには、ドリームランド駅構内に放置されていた保守車両を整備して全区間（または一部区間）を走行させている。だが、裁判中ということで証拠物件として遺留させなければならなかったがために、車両は雨晒しで車両基地に留置されたまま何ら手を加えられず、その間車体の腐食や部品の破壊・盗難などに遭い荒廃が進んでいた。
1980年11月25日に東京地裁が示した和解案に対し、原告・被告両企業がようやく歩み寄りを見せた。和解金額は、当初の設備投資に対する補償、運休による逸失利益に対する補償などを合わせておよそ25億から27億円と推定され、ここで和解案を最終的に詰めた。和解交渉は1981年（昭和56年）1月に成立し、東京芝浦電気が発注元の日本ドリーム観光グループに総額26億円（推定）の損害賠償を支払った。この時点で、モノレールの車両や軌道、駅舎、車両基地などほとんどの設備は長期間にわたる放置により著しく荒廃しており、和解金をもってそれらを修復し運行再開にこぎつけることはすでに不可能であった。運行会社のドリーム交通も、和解後間もない1982年（昭和57年）3月、同路線の経営権や事業免許をダイエーの子会社であるドリーム開発に、副事業として行っていたタクシーおよび貸切バス事業を新ドリーム交通にそれぞれ譲渡し、同年4月26日に解散した。
裁判の和解成立より4年を経た1985年（昭和60年）から、修復の見込みがない設備の撤去が順次始まる。同年11月にまず車両が全車解体され、2年後の1987年（昭和62年）にはドリームランド駅舎、車両基地を解体。1991年（平成3年）ごろ、高所区間の集電レールと信号設備が撤去された。このとき使用された作業車両はドリーム開発によって製造されたもので、作業後は、後述の事業廃止による軌道・橋脚の撤去が行われるまで小雀信号所に留置された。大船駅のプラットホームと駅舎は1980年代後半に芸術家グループが「ワークショップ」として利用していたこともあるが、鉄骨の腐朽が進行していたことから1992年（平成4年）2月に解体された。一方、軌道・橋脚の大部分および小雀信号所・ドリームランド駅のプラットホームに関しては正式な路線廃止まで残され、先の芸術家グループも一部が小雀信号所の建物に移転している。
大船駅のプラットホームと駅舎跡は駐車場となり、後述の通り正式廃止後には軌道も撤去されて高層マンションが建った。車両基地の跡地はバス停留所や、当時ダイエー系列であったコンビニエンスストアのローソンの敷地になった。この店は「ローソン横浜ドリームランド駅前店」と称し、鉄道事業休止から20年が経過して開店したにもかかわらず駅名が採用されていた。その後、2006年（平成18年）3月にわずかに位置を変えて「ローソンプラスドリームバスターミナル前店」となっている。

#### 再開計画
休止期間にはいくつかの運行再開計画が考案されたが、いずれも構想のみで立ち消えとなった。1995年（平成7年）6月14日、運行方式をモノレールから急傾斜に強い浮上式鉄道「HSST」に変更し、路線名もドリームランド線へと改称する最後の再開計画が立案された。この計画は、着工時期を1997年（平成9年）度、開業時期を1999年（平成11年）度とし、途中に3駅を設けて通勤路線化も目指したものであり、建設予定費は約300億円を見込み、将来的には相鉄いずみ野線延長線上の泉区下飯田付近（現・ゆめが丘駅）への延長計画や大船駅前の再開発で商業施設やホテルを造る考えもあった。
当初は浮上していれば多少の補修でもダメージは少ないと見られていたため、既存の軌条を撤去して橋脚を残し、新たな軌条を造ることとしていた。しかし、後々大規模補修や全面的な造り直しが必要と判明した。
1995年（平成7年）12月に、HSSTに免許が変更され、1996年（平成8年）の首都圏整備計画では、運行再開の実現を図ることとされ、1997年（平成9年）に策定され横浜市企画局が推進している「ゆめはま2010プラン」の中においても、1996年（平成8年）事業化検討、2001年（平成13年）実現を目指していた。2001年（平成13年）の首都圏整備計画においても運行再開の実現を図ることとされた。
一方で、平日は通勤時間帯以外の需要予測が低いことから、建設コストが高いHSST方式では設備投資の回収が見込めないため、2001年9月にHSSTの他に新技術の小型モノレール方式採用や上下分離方式の経営導入を検討することになった。
また、用地を貸渡して使用料を得ていたことから軌条下に住宅等の建物が多く造られたことで再開後の取り扱いが問題になり、沿線住民の中には騒音・振動といった一般的な交通公害に加え、車両を軌道から浮上させるほどの強力な磁力を利用するHSSTに対してテレビ・携帯電話などへの電波障害、医療機器の誤作動や、電磁波過敏症など電磁波の生体への影響を不安視する反対意見があり、経路変更が求められるまでになっていた。

#### 廃止へ

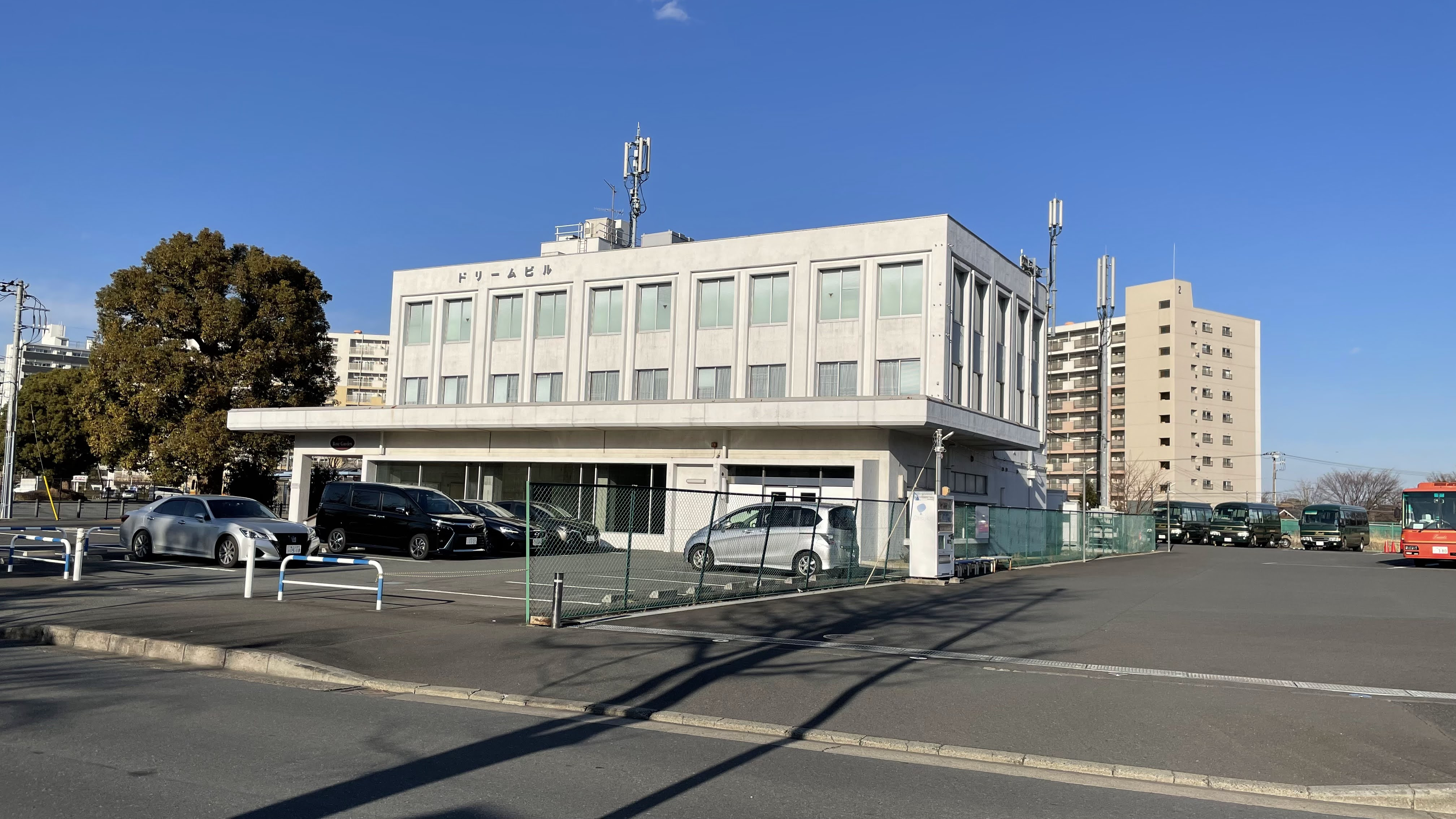
ドリーム開発の本社があったドリームビルと、ドリームランド駅跡地（右側）

再開計画の発表から3年に満たない1998年（平成10年）2月、ドリームランド運営会社のドリームパーク・ドリーム開発双方の親会社であるダイエーは上場後初の経常赤字を記録、以後深刻な経営危機に陥る。運行再開に必要な200億から300億円におよぶ資金の調達は絶望的となり、ダイエーは経営再建のため横浜ドリームランドの閉園を決定。来場客輸送というドリームランド線の本来の事業目的が失われることになった。もう一つの運行再開目的であった通勤路線化についても、原宿交差点立体交差化事業の着手といった道路事情や、沿線人口の変化などによる需要予測の見極めから、運行を再開しても建設費の回収や黒字経営の維持は見込めないとの判断が下された。これにより、2002年（平成14年）8月21日、ダイエーはドリームランド線の運行再開断念と路線の廃止を正式に発表。約1年後の2003年（平成15年）9月18日には、国土交通省による事業免許も廃止された。その後ドリーム開発は2005年（平成17年）11月に解散。ドリームパークもドリーム開発の解散と同時に株式会社テンラッシュに譲渡され、2006年（平成18年）8月には奈良ドリームランド閉園と同時に解散している。
モノレールの軌道や設備の一部は運行休止後40年近く放置されたままとなり、テレビ番組の廃墟特集その他で何度か取り上げられた。廃止が決定された後には大部分の事業用地が横浜市に売却されたが、売却条件に軌道・橋脚などの構造物の早期撤去が盛り込まれていたため、これらの撤去工事は免許廃止に先立つ2003年9月1日から開始され、2005年（平成17年）上半期までにほとんど終了した。
ドリームランド駅プラットホームは、先に解体撤去されていた駅舎の跡地共々2003年（平成15年）に整地され、2006年に開校した横浜薬科大学の駐車場となった。また、残されていた大船駅の軌道・橋脚も撤去され、2005年（平成17年）には建売住宅が、2008年（平成20年）には分譲マンションが建設された。
モノレールの跡地は、休止中から続いている宅地開発や、2004年（平成16年）10月に発生した台風22号による土砂災害の復旧工事などで大きく姿を変えている。そのため現在では、古い地図や写真を見ながらでなければ軌道の存在した場所を探し当てることは困難である。ただし、休止期間が長期に及んだことから愛好家が撮影した軌道の写真などは数多く残されている。

### 廃止後の動き
1970年代に旧ドリームランド敷地の一部売却により建設された団地「ドリームハイツ」は、分譲の際にドリームランド線の再開を前提に募集を掛けていた経緯もあり、休止期間を通じて住民のあいだでモノレールの再開を望む声が大きかった。その後、横浜ドリームランド跡地へ学校法人都築第一学園によって横浜薬科大学が2006年（平成18年）4月に設立された際には、すでにモノレールの軌道はほぼ全て撤去されていたが、モノレールもしくはそれに準じた交通システムの再建を望む声があがった。

ドリームハイツや横浜薬科大学方面へは、藤沢駅・大船駅・戸塚駅・横浜市営地下鉄立場駅などを発着するバスしか交通機関がない（「神奈川中央交通戸塚営業所#大船駅西口 - 横浜医療センター - 俣野公園・横浜薬大前 - 立場方面」「神奈川中央交通戸塚営業所#戸塚バスセンター - 横浜医療センター - 横浜薬科大学・ドリームハイツ方面」を参照）。戸塚駅・大船駅の発着便は頻繁に運行されているが、一部便を除いて県下屈指の渋滞箇所として悪名高い国道1号・原宿交差点を通らなければならなかった。そのため、再開希望派の住民は「横浜薬科大学に通学する学生の輸送のためにバスの便数が増え、ただでさえひどい原宿交差点の渋滞をさらに悪化させてしまう」と主張した。だが、休止中から宅地化が進んだために軌道建設用地の再取得は不可能となった一方で、市道環状4号線の開通や原宿交差点の立体交差化によって渋滞が軽減し、路線バスによるドリームハイツ方面への輸送力が改善されたことなどにより、再開希望派の要求が実現することはなかった。

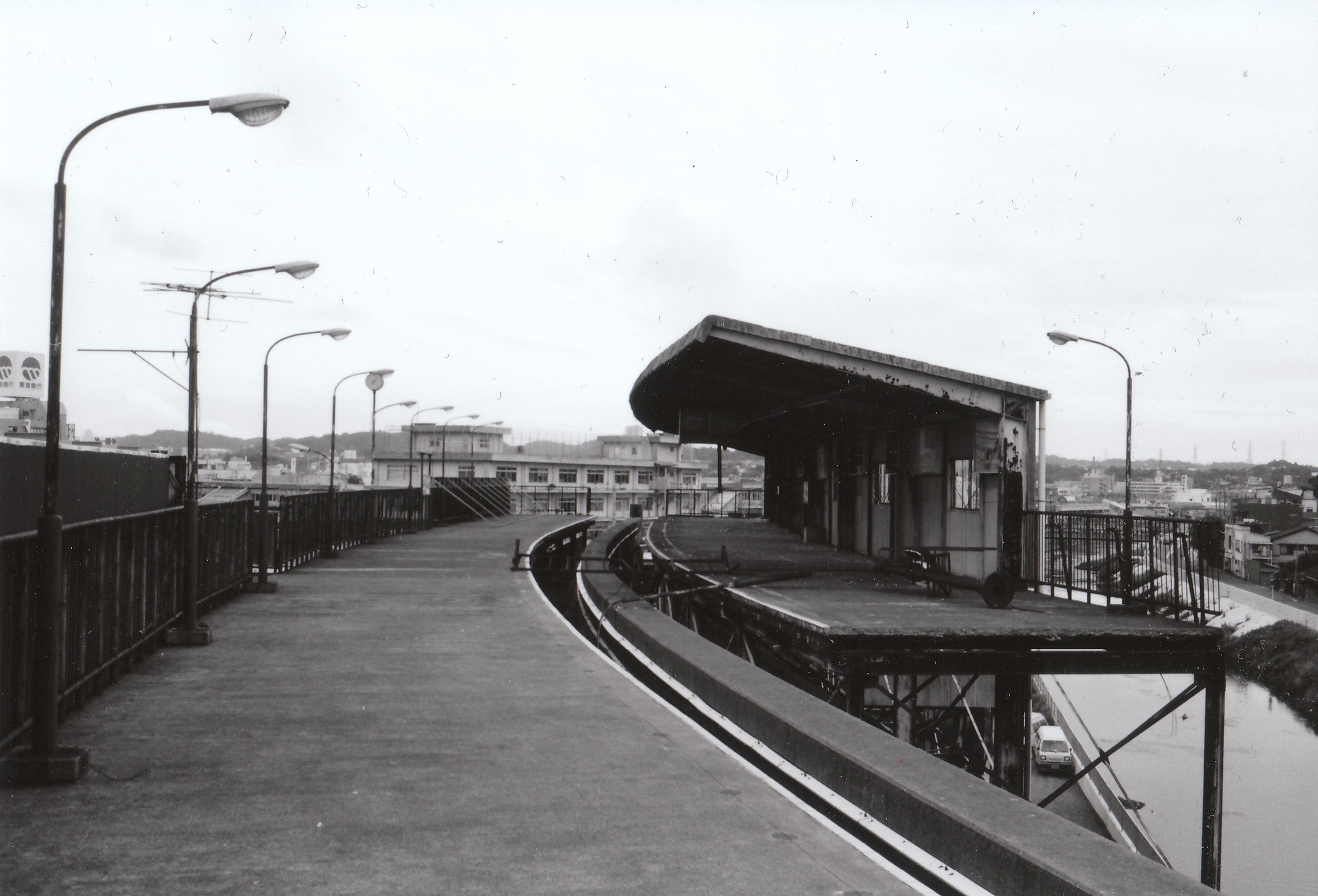
廃止後の大船駅。
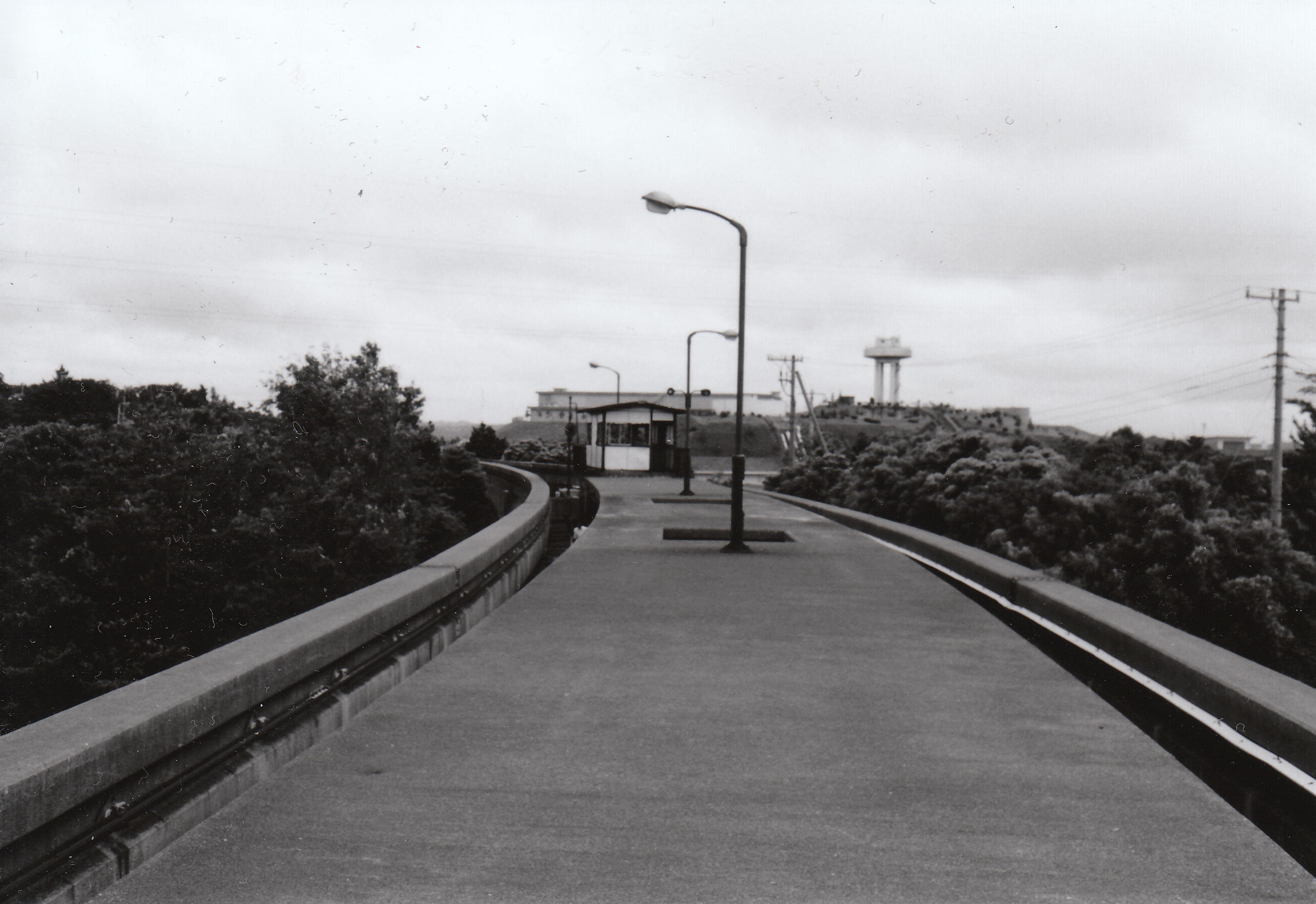
廃止後の小雀信号場。
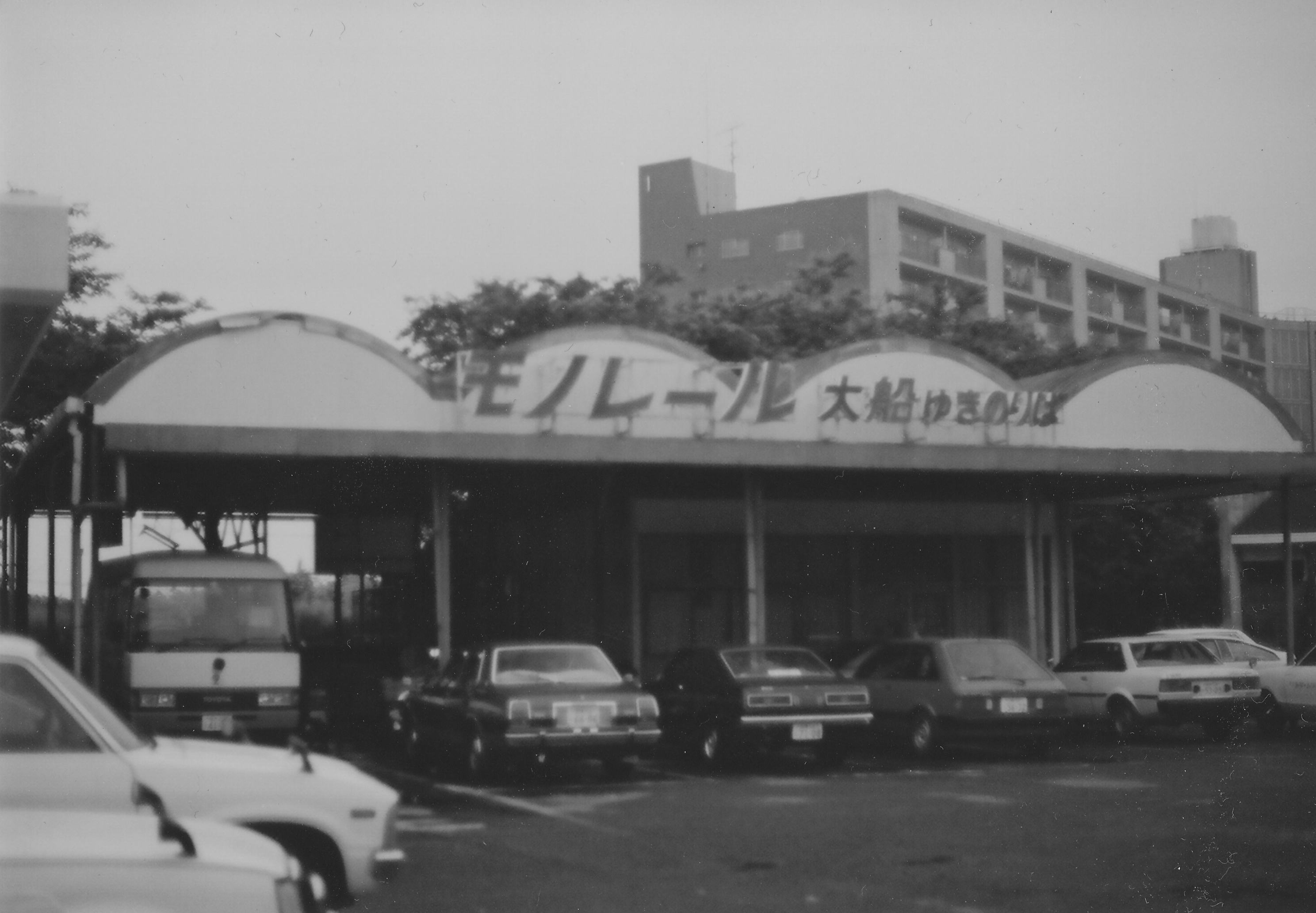
廃止後のドリームランド駅。
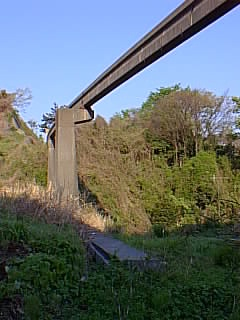
橋脚跡（現存せず）
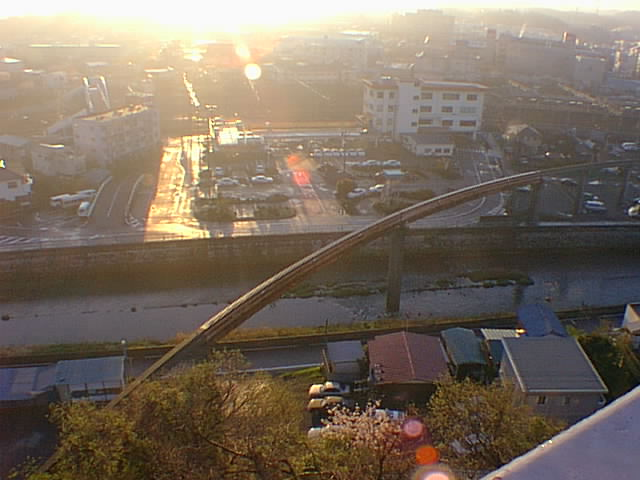
軌道跡（現存せず）

## 駅一覧
大船駅 - （小雀信号所） - ドリームランド駅

## 接続路線
- 大船駅：国鉄東海道本線・横須賀線 （根岸線・湘南モノレール江の島線は、営業当時は未開業）